# Галл (округ Марафон, Вісконсин)
Галл (англ. Hull) — місто (англ. town) в США, в окрузі Марафон штату Вісконсин. Населення — 756 осіб (2020).

## Демографія
Згідно з переписом 2010 року, у місті мешкало 750 осіб у 262 домогосподарствах у складі 202 родин. Було 266 помешкань
Расовий склад населення:
| - 96,5 % — білих - 1,7 % — азіатів - 0,3 % — корінних американців - 0,3 % — чорних або афроамериканців |

До двох чи більше рас належало 0,5 %. Частка іспаномовних становила 1,6 % від усіх жителів.
За віковим діапазоном населення розподілялося таким чином: 31,1 % — особи молодші 18 років, 55,4 % — особи у віці 18—64 років, 13,5 % — особи у віці 65 років та старші. Медіана віку мешканця становила 40,6 року. На 100 осіб жіночої статі у місті припадало 119,9 чоловіків;  на 100 жінок у віці від 18 років та старших — 117,2 чоловіків також старших 18 років.
Середній дохід на одне домашнє господарство  становив 73 839 доларів США (медіана — 66 953), а середній дохід на одну сім'ю — 82 303 долари (медіана — 74 792). Медіана доходів становила 44 474 долари для чоловіків та 30 156 доларів для жінок. За межею бідності перебувало 13,3 % осіб, у тому числі 23,3 % дітей у віці до 18 років та 7,2 % осіб у віці 65 років та старших.
Цивільне працевлаштоване населення становило 342 особи. Основні галузі зайнятості: виробництво — 24,3 %, сільське господарство, лісництво, риболовля — 19,3 %, освіта, охорона здоров'я та соціальна допомога — 17,3 %.